# 제이슨 리브렉트
어니스트 제이슨 리브렉트(영어: Ernest Jason Liebrecht, 1973년 ~ )는 미국의 성우이다. 일본 애니메이션 《DARKER THAN BLACK -흑의 계약자-》의 주인공 헤이 역이 그의 대표작이다.

## 성우 출연작 목록

### 일본 애니메이션
- 디 그레이맨 - 라비, 천년백작
- 바질리스크 ~코우가인법첩~ - 키사라기 사에몬
- 썸머 워즈 - 진노우치 료헤이
- 어떤 마술의 금서목록 - 아우레올루스 이자드
- 원피스 - 로브 루치
- 크게 휘두르며 - 아키마루 교헤이
- 흑집사 - 피니언
- BECK - 에디 리
- DARKER THAN BLACK -흑의 계약자- - 헤이